# 五結庄
五結庄為臺灣日治時期1920年10月至1945年10月間存在之行政區，轄屬台北州羅東郡。今宜蘭縣五結鄉。

## 行政區劃
五結庄在清治時期及日治時期初期原屬二結堡、茅仔藔堡、利澤簡堡的庄，在1896年6月23日隸屬臺北縣宜蘭支廳，在1897年6月10日隸屬宜蘭廳。1898年6月28日，隸屬「羅東辨務署」；同年7月15日，利澤簡堡改隸新設的「羅東辨務署利澤簡支署」。1899年3月18日，宜蘭辨務署所轄民壯圍堡「東霧罕庄」改隸羅東辨務署。1900年10月1日，宜蘭廳分支機構「辦務署」改為「出張所」；同年12月17日，宜蘭廳實施街庄整併，五結地區整併為以下19庄；
- 二結堡：頂五結、下五結庄、頂三結庄、下三結庄、二結庄、四結庄
- 茅仔藔堡：大埔、鐤撖社庄、松仔脚庄、四百名庄、一百甲庄、中一結庄、中二結庄、茅仔藔庄
- 利澤簡堡：五十二甲庄、利澤簡、成興、頂清水、下清水[5]

1901年1月11日，宜蘭廳的區管轄範圍調整，五結地區劃分為第11、12、13區；同年11月11日，宜蘭廳改設頭圍、羅東、叭哩沙支廳，五結地區隸屬「羅東支廳」。1903年5月1日，五結地區改編為第15、14、13區。1905年7月6日，區的名稱由數字改為地名。
1920年10月1日，原堡里之行政區廢除，街庄改為大字；前述19庄合併為臺北州羅東郡「五結庄」，轄域內分為中一結、中二結、二結、頂三結、下三結、四結、頂五結、下五結、大埔、鐤撖社、松子脚、四百名、一百甲、茅子寮、五十二甲、利澤簡、成興、頂清水、下清水十九個大字。
- 頂五結大字下有「頂五結」、「掃笏社」小字名
- 利澤簡大字下有「利澤簡」、「下福」小字名
- 下清水大字下有「寶斗厝」、「埤子尾」小字名
- 頂清水大字下有「加禮宛」、「清水」、「流流」、「新店」、「婆羅辛子宛」、「社尾」小字名[10]

二戰後，五結庄在1946年改為臺北縣羅東區五結鄉，在1950年改為宜蘭縣五結鄉。
| 原街庄                                                 | 1901年 | 1903年 | 1905年-1920年 | 1905年-1920年 | 1920年-1945年 | 1920年-1945年 | 1946年- |
| 原街庄                                                 | 區     | 區     | 區            | 庄            | 庄            | 大字          | 鄉      |
| ------------------------------------------------------ | ------ | ------ | ------------- | ------------- | ------------- | ------------- | ------- |
| 二結庄                                                 | 第11區 | 第15區 | 二結區        | 二結庄        | 五結庄        | 二結          | 五結鄉  |
| 頂三結庄、下三結、東霧罕庄                             | 第11區 | 第15區 | 二結區        | 頂三結庄      | 五結庄        | 頂三結        | 五結鄉  |
| 頂三結庄、下三結、東霧罕庄                             | 第11區 | 第15區 | 二結區        | 下三結庄      | 五結庄        | 下三結        | 五結鄉  |
| 四結庄                                                 | 第11區 | 第15區 | 二結區        | 四結庄        | 五結庄        | 四結          | 五結鄉  |
| 頂五結社、掃笏社                                       | 第11區 | 第15區 | 二結區        | 頂五結庄      | 五結庄        | 頂五結        | 五結鄉  |
| 下五結庄                                               | 第11區 | 第15區 | 二結區        | 下五結庄      | 五結庄        | 下五結        | 五結鄉  |
| 中一結庄                                               | 第12區 | 第14區 | 茅仔藔區      | 中一結庄      | 五結庄        | 中一結        | 五結鄉  |
| 中二結庄                                               | 第12區 | 第14區 | 茅仔藔區      | 中二結庄      | 五結庄        | 中二結        | 五結鄉  |
| 大埔庄                                                 | 第12區 | 第14區 | 茅仔藔區      | 大埔庄        | 五結庄        | 大埔          | 五結鄉  |
| 鐤撖社庄                                               | 第12區 | 第14區 | 茅仔藔區      | 鐤撖社庄      | 五結庄        | 鐤撖社        | 五結鄉  |
| 松仔脚庄                                               | 第12區 | 第14區 | 茅仔藔區      | 松仔脚庄      | 五結庄        | 松子脚        | 五結鄉  |
| 四百名庄                                               | 第12區 | 第14區 | 茅仔藔區      | 四百名庄      | 五結庄        | 四百名        | 五結鄉  |
| 一百甲庄                                               | 第12區 | 第14區 | 茅仔藔區      | 一百甲庄      | 五結庄        | 一百甲        | 五結鄉  |
| 茅仔寮庄                                               | 第12區 | 第14區 | 茅仔藔區      | 茅仔藔庄      | 五結庄        | 茅子寮        | 五結鄉  |
| 五十二甲庄                                             | 第13區 | 第13區 | 利澤簡區      | 五十二甲庄    | 五結庄        | 五十二甲      | 五結鄉  |
| 利澤簡庄、下福庄                                       | 第13區 | 第13區 | 利澤簡區      | 利澤簡庄      | 五結庄        | 利澤簡        | 五結鄉  |
| 成興庄                                                 | 第13區 | 第13區 | 利澤簡區      | 成興庄        | 五結庄        | 成興          | 五結鄉  |
| 清水庄、新店庄、流流庄、加禮宛庄、社尾庄、婆羅辛仔宛庄 | 第13區 | 第13區 | 利澤簡區      | 頂清水庄      | 五結庄        | 頂清水        | 五結鄉  |
| 埤仔尾庄、寶斗厝庄                                     | 第13區 | 第13區 | 利澤簡區      | 下清水庄      | 五結庄        | 下清水        | 五結鄉  |

## 庄長
- 蔡士添：1920年至1927年（原任利澤簡區長）
- 林維：1928年至1937年
- 上岡彌三郎：1938年至1945年（原任冬山庄長）[11]

## 設施
- 五結庄役場
- 五結公學校→五結國民學校（今五結國小）
- 二結公學校→二結國民學校（今學進國小）
- 茅子寮公學校→清水國民學校（今孝威國小）
- 利澤簡公學校→利澤簡國民學校（今利澤國小）